# Frederic William Fry
Frederic William Fry, född 1859, död 1939, son till Charles Fry, Frälsningsarméns förste hornmusikant och medarbetare vid musikdepartementet vid FA:s internationella högkvarter i London 1882-1892. Under en kort period 1888 var han William Booths privatsekreterare. Ledare för FA:s internationella stabsmusikkår 1891. Han var även Herbert Booths sekreterare i Kanada. Fry lämnade senare FA och arbetade i trettio år som stadsnotarie i Gillingham, Kent, England. En tid var han även predikant i metodisterna. Fry skrev text och musik till flera kristna sånger och finns representerad i Frälsningsarméns sångbok 1990 (FAs).

## Psalmer
- Jag står förvisst för Jesus Krist (FA:s sångbok nr 837)
- En natt ett budskap ljöd så klart (FA:s sångbok nr 721) tonsatt